# Municipalità di Akhmeta
La municipalità di Akhmeta (in georgiano ახმეტის მუნიციპალიტეტი?) è una municipalità georgiana della Cachezia.
Nel censimento del 2002 la popolazione si attestava a 41 641 abitanti. Nel 2014 il numero risultava essere 31 461.
La cittadina di Akhmeta è il centro amministrativo della municipalità, la quale si estende su un'area di 2208 km².

## Popolazione
Dal censimento del 2014 la municipalità risultava costituita da:
- Georgiani, 78,99%
- Kisti, 17,39%
- Osseti, 2,21%
- Ceceni, 0,41%

Sono presenti anche piccoli gruppi di russi, azeri, armeni.

## Luoghi d'interesse
- Kistauri
- Tuscezia
- Chiesa di Kvetera
- Fortezza di Bakhtrioni
- Monastero di Alaverdi
- Monastero di Matani Tskhrakara